# هيو جاي سيلفرمان
هيو جاي سيلفرمان (بالإنجليزية: Hugh J. Silverman)‏ هو فيلسوف أمريكي، ولد في 17 أغسطس 1945، وتوفي في 8 مايو 2013.